# Paul Francis Duffy
Paul Francis Duffy OMI (* 25. Juli 1932 in Norwood, Massachusetts; † 23. August 2011 in San Antonio, Texas) war ein US-amerikanischer Ordensgeistlicher und römisch-katholischer Bischof von Mongu.

## Leben
Paul Francis Duffy trat nach dem Schulbesuch in Boston 1952 der Ordensgemeinschaft der Oblaten bei und empfing am 22. Dezember 1962 in San Antonio die Priesterweihe durch Bischof Stephen A. Levin. Seit 1984 war er auf Einladung der nationalen Bischofskonferenz in Sambia tätig, unter anderem als Pfarrer in Lukulu und Kalabo.
Papst Johannes Paul II. ernannte ihn am 14. Juni 1997 zum Bischof von Mongu. Der Apostolische Pro-Nuntius in Malawi und Apostolische Nuntius in Sambia, Giuseppe Leanza, spendete ihm am 31. August 1997 die Bischofsweihe; Mitkonsekratoren waren Raymond Mpezele, Bischof von Livingstone, und Medardo Joseph Mazombwe, Erzbischof von Lusaka. Er war Mitglied der Vereinigung der Bischofskonferenzen Ostafrikas.
Duffy engagierte sich für die über 26 verschiedenen Volksstämme in Sambias Westprovinz, einem der ärmsten Landstriche weltweit, als dessen Sprachrohr er galt. 2010 wurde er aufgrund seiner eindeutigen Hilfsappelle Opfer öffentlicher Anschuldigungen.
Am 15. Februar 2011 nahm Papst Benedikt XVI. sein altersbedingtes Rücktrittsgesuch an, das Duffy bereits 2007 nach Vollendung seines 75. Lebensjahres gestellt hatte. Zu diesem Zeitpunkt war er der älteste amtierende Bischof von ganz Afrika. Er starb an den Folgen einer Leukämieerkrankung. Der Präsident Sambias Rupiah Banda bedankte sich in einem Nachruf für die aktive Rolle, die Duffy in der Gesellschaft übernommen hätte.